# Lilaeopsis
Lilaeopsis là chi thực vật có hoa trong họ Apiaceae.

## Hình ảnh

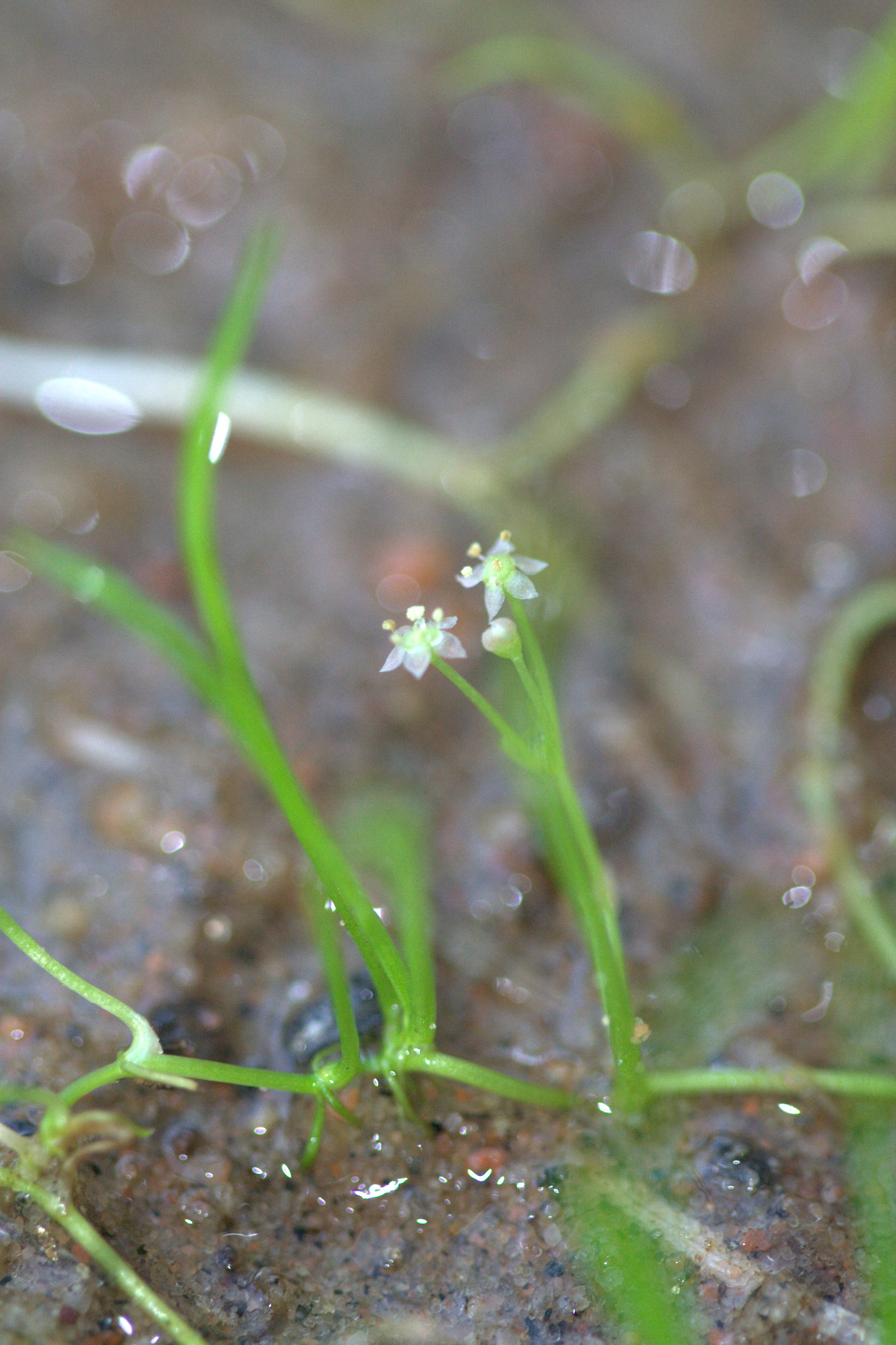
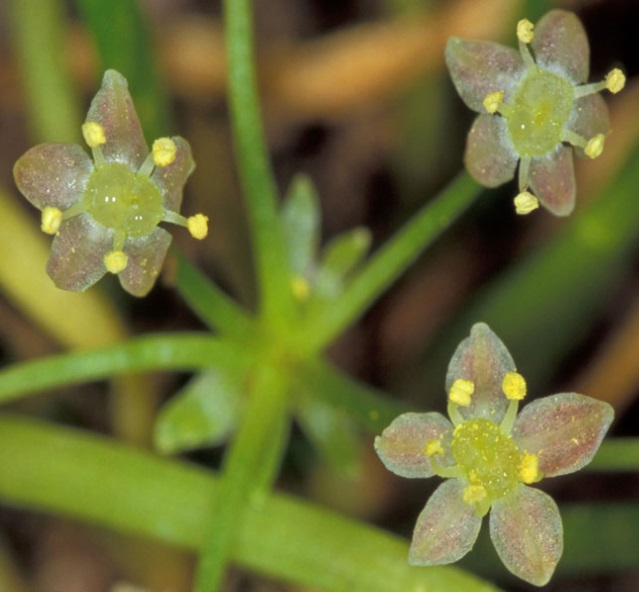